# Везиров, Абдурахман Халил оглы
Абдурахма́н Хали́л оглы Вези́ров (азерб. Əbdürrəhman Xəlil oğlu Vəzirov; 26 мая 1930, Баку — 10 января 2022, Москва) — советский и азербайджанский политический деятель. Чрезвычайный и полномочный посол, первый секретарь ЦК КП Азербайджана.

## Биография
Родился в посёлке Бинагади Кировского района города Баку. Мать и отец родились в Карабахе. Прадед по отцовской линии был внуком визира Карабахского ханства Джамала Джаваншира. Фамилию Везиров для сохранения этой линии предложил Мирза Фатали Ахундов сыну хана, таким образом фамилия была унаследована Абдурахманом.
В 1952 году Абдурахман Халил оглы Везиров окончил Азербайджанский индустриальный институт.
- В 1954—1955 годах — секретарь ЦК ЛКСМ Азербайджана.
- В 1955—1956 годах — второй секретарь ЦК ЛКСМ Азербайджана.
- В 1956—1959 годах — первый секретарь ЦК ЛКСМ Азербайджана.
- В 1959—1970 годах — секретарь ЦК ВЛКСМ.
- В 1970—1974 годах — первый секретарь Кировабадского горкома КП Азербайджана.
- В 1974—1976 годах — заведующий отделом промышленности ЦК КП Азербайджана.
- В 1976—1979 годах — генеральный консул СССР в Калькутте (Индия).
- С 7 сентября 1979 по 12 июня 1985 года — чрезвычайный и полномочный посол СССР в Королевстве Непал.
- С 16 мая 1985 по 13 июля 1988 года — чрезвычайный и полномочный посол СССР в Пакистане. Принимал активное участие в переговорах по выводу советских войск из Афганистана
- В 1988—1990 годах — первый секретарь ЦК КП Азербайджана.

В 2009 году вышли в свет его мемуары «Моя дипслужба».
Умер 10 января 2022 года в Москве на 92-м году жизни. Был похоронен на Троекуровском кладбище рядом с супругой.

## Награды
- Орден Октябрьской Революции
- Орден Трудового Красного Знамени
- Орден Дружбы народов (26 мая 1980)[4]
- Орден «Знак Почёта» (1959)